# Ferdinando Terruzzi
Ferdinando Teruzzi (17 de fevereiro de 1924 — 9 de abril de 2014) foi um ciclista italiano e campeão olímpico de ciclismo em pista.
Ele foi o vencedor e recebeu a medalha de ouro na prova de tandem [2,000 metros] (com Renato Perona) nos Jogos Olímpicos de 1948, em Londres, no Reino Unido.